# Isodemis illiberalis
Isodemis illiberalis är en fjärilsart som beskrevs av Edward Meyrick 1918. Isodemis illiberalis ingår i släktet Isodemis och familjen vecklare. Inga underarter finns listade i Catalogue of Life.

## Bildgalleri

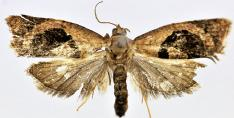